# Calumet (Oklahoma)
Calumet è un comune degli Stati Uniti d'America, situato nello Stato dell'Oklahoma, nella Contea di Canadian.